# Инфинитив
Инфинити́в (лат. infinitivus (modus) — неопределённый) — неопределённая форма глагола, одна из нефинитных (безличных) форм глагола. В русском языке инфинитив может входить в состав составного глагольного сказуемого. Например: рисовал — хочет рисовать, смотрит — любит смотреть.

## В русском языке
В русском языке глагол в инфинитиве принимает следующие словоизменительные (формообразующие) суффиксы:
- -ть (если ему предшествует гласный звук, являющийся, как правило, суффиксом); например: делать, колоть, гнуть, принять.
- -ти (если ему предшествует согласный звук, являющийся чаще всего частью корня); например: пойти, нести, везти. Однако в случае неударности суффикса он и в указанном случае сокращается в -ть: лезть.

В глаголах на -чь (печь, беречь, стеречь) -чь является не окончанием, а частью корня (с нулевым словоизменительным суффиксом), что подтверждается при спряжении глаголов: печь — печёт, беречь — бережёт, стеречь — стережёт.

### Происхождение
По мнению В. В. Иванова, русский инфинитив восходит к отглагольным существительным в формах дательного и винительного падежа (динамически направленных падежей), но, в отличие от существительных, не имел склонения. Падежные формы отглагольных существительных свидетельствуют о том, что эти существительные обозначали «субстантивированные действия в качестве объекта динамической направленности субъекта». После полного оглаголивания существительных, что представляется возможным объяснить как стремление представить само глагольное действие отстраненным объектом, возникший из них инфинитив сохранил первоначальную функцию своего источника и расширил сферу функционального применения.

### Вопрос о русском инфинитиве
Некоторыми исследователями инфинитив признаётся именем с глагольной основой из-за того, что он не принадлежит к числу ни предикативных, ни атрибутивных форм глагола: обычай в современных языках называть глагол в словаре с помощью инфинитива «парадоксален потому, что для обозначения глагола нелогично прибегать к той форме, которая не является глагольной. Вреден потому, что он внушает и пропагандирует ту ложную мысль, что инфинитив — это глагол».
Другие лингвисты подчёркивают, что инфинитив в современном русском языке — «глагольный номинатив», исходная форма глагола, в которой потенциально заложено отношение к лицу: неопределённая форма глагола благодаря своей отвлечённости представляется нам простым голым выражением идеи действия, без тех осложнений, которые вносятся в неё всеми другими глагольными категориями.
В пользу того, что инфинитив в русском языке является формой глагола, говорит то, что инфинитив имеет грамматический признак — вид (совершенный и несовершенный). Такое свойство глаголов, как возвратность, также присуще инфинитиву: купать и купаться. Также, будущее время несовершенных глаголов образуется аналитически с помощью вспомогательного глагола «быть», который согласуется с подлежащим в лице и числе, и имеет форму будущего времени, а инфинитив несёт смысловую нагрузку.

## В английском языке
«Го́лый» инфинити́в (англ. bare infinitive) в английской грамматике название разновидности инфинитива без предшествующей частицы «to».
Стандартная форма инфинитива в английском языке образуется при помощи базовой (словарной) формы глагола, которой предшествует частица to. В ограниченном количестве случаев, однако инфинитив употребляется без неё. Это происходит:
- после вспомогательного глагола do и большинства модальных глаголов (can, may, shall, will и других);
- в конструкциях с глаголами восприятия (see, watch, hear, feel и других); в этих конструкциях вместо «голого» инфинитива может употребляться герундий; (но в страдательном залоге (англ. passive voice) частица «to» используется)
- с рядом глаголов разрешения и побуждения (make, bid, let, have).

Глагол shall выходит из употребления и встречается преимущественно в официальном стиле.

## Во французском языке
Инфинитив — это безвременный залог, так как он не спрягается. Если он используется с другими глаголами, то первый указывает на время, а второй — на форму инфинитива.

## В языке эсперанто
В плановом международном языке эсперанто инфинитив всегда обозначается окончанием -i. Например: esti (быть), havi (иметь), paroli (говорить).